# Porza
Porza is een gemeente en plaats in het Zwitserse kanton Ticino, en maakt deel uit van het district Lugano.
Porza telt 1471 inwoners.